# Taipé Chinês nos Jogos Olímpicos de Inverno de 1992
O Taipé Chinês competiu nos Jogos Olímpicos de Inverno de 1992, realizados em Albertville, França.